# Giải bóng đá Česká
Giải bóng đá Česká (ČFL) (tiếng Séc: Česká fotbalová liga) là một trong những giải bóng đá cấp ba của Cộng hòa Séc (giải còn lại là Giải bóng đá Moravskoslezská). Giải đấu bao gồm các đội từ vùng Bohemia lịch sử.

## Lịch sử
Liên đoàn được thành lập vào năm 1991 dưới thời Tiệp Khắc, thay thế cho giải II. ČNL trước đây (II. Česká národni liga) ở cấp độ ba của bóng đá Tiệp Khắc cùng với giải MSFL.

## Thể thức giải đấu
Đội vô địch ČFL được thăng hạng lên Fotbalová národní liga. Tổng cộng ba câu lạc bộ được thăng hạng lên ČFL - đội chiến thắng Divize A, đội chiến thắng Divize B và đội chiến thắng Divize C.
Thể thức của giải đấu là khác thường ở chỗ nó không cho phép hòa. Kể từ mùa giải 2014–15, nếu một trận đấu hòa, đội thắng sẽ được phân định bằng loạt sút luân lưu. Đội chiến thắng trong loạt đá luân lưu được hai điểm và đội thua cuộc được một điểm. Từ mùa giải 2019–20 trở đi, giải Junior (với các đội B của các câu lạc bộ hạng nhất) đã bị hủy bỏ và các đội B được chuyển sang ČFL và MSFL. Cuộc thi được chia thành hai bảng với 16 đội mỗi bảng.

## Câu lạc bộ Giải bóng đá Česká, 2019–20
| Câu lạc bộ             | Mùa giải trước                  |
| ---------------------- | ------------------------------- |
| FC MAS Táborsko        | thứ 15 ở Fotbalová národní liga |
| Loko Vltavín           | thứ 3                           |
| TJ Jiskra Domažlice    | thứ 5                           |
| SK Benešov             | thứ 11                          |
| FK TJ Štěchovice       | thứ 13                          |
| FK Králův Dvůr         | thứ 14                          |
| FC Slavia Karlovy Vary | thứ 15                          |
| FC Písek               | thứ 16                          |
| FK Admira Prague       | thứ 1 ở Divize A                |
| SK Rakovník            | thứ 3 ở Divize A                |
| Sokol Hostouň          | thứ 1 ở Divize B                |
| FK Motorlet Prague     | thứ 4 ở Divize B                |
| FC Viktoria Plzeň B    | chuyển từ giải trẻ              |
| 1. FK Příbram B        | chuyển từ giải trẻ              |
| SK Slavia Prague B     | chuyển từ giải trẻ              |
| AC Sparta Prague B     | chuyển từ giải trẻ              |

| Câu lạc bộ                | Mùa giải trước                    |
| ------------------------- | --------------------------------- |
| SK Zápy                   | thứ 2                             |
| TJ Jiskra Ústí nad Orlicí | thứ 9                             |
| TJ Sokol Živanice         | thứ 10                            |
| TJ Slovan Velvary         | thứ 12                            |
| SK Sokol Brozany          | thứ 17                            |
| FK Zbuzany 1953           | thứ 2 ở Divize B                  |
| FK Přepeře                | thứ 2 ở Divize C                  |
| FK Pardubice B            | thứ 3 ở Divize C                  |
| FK Chlumec nad Cidlinou   | thứ 5 ở Krajský přebor (cấp độ 5) |
| Bohemians 1905 B          | chuyển từ giải trẻ                |
| FK Dukla Prague B         | chuyển từ giải trẻ                |
| FC Hradec Králové B       | chuyển từ giải trẻ                |
| FK Jablonec B             | chuyển từ giải trẻ                |
| FC Slovan Liberec B       | chuyển từ giải trẻ                |
| FK Mladá Boleslav B       | chuyển từ giải trẻ                |
| FK Teplice B              | chuyển từ giải trẻ                |

## Các đội vô địch Giải bóng đá Česká (ČFL)
| Mùa giải | Vô địch                        | Á quân                         |
| -------- | ------------------------------ | ------------------------------ |
| 1991–92  | TJ Liaz Jablonec nad Nisou     | Chmel Blšany                   |
| 1992–93  | FK Chmel Blšany                | TFK VTJ Teplice                |
| 1993–94  | FK Armaturka Ústí nad Labem    | FC Portal Příbram              |
| 1994–95  | SK 1887 Chrudim                | FK Pelikán Děčín               |
| 1995–96  | AFK Atlantic Lázně Bohdaneč    | Brummer Česká Lípa             |
| 1996–97  | SK Slavia Prague B             | FC MUS Most                    |
| 1997–98  | FK Mladá Boleslav              | FK Pelikán Děčín               |
| 1998–99  | SK Spolana Neratovice          | FK Admira/Slavoj Prague        |
| 1999–00  | FC Chomutov                    | SK Sparta Krč                  |
| 2000–01  | FK Mogul Kolín                 | FK Bohemians Prague (Střížkov) |
| 2001–02  | AC Sparta Prague B             | Tatran Prachatice              |
| 2002–03  | TJ Tatran Prachatice           | SK Slavia Prague B             |
| 2003–04  | MFK Ústí nad Labem             | FK Náchod-Deštné               |
| 2004–05  | FC Slovan Liberec B            | SC Xaverov                     |
| 2005–06  | FC Zenit Čáslav                | SK Slovan Varnsdorf            |
| 2006–07  | FC Bohemians Prague            | SK Sparta Krč                  |
| 2007–08  | AC Sparta Prague B             | FK Sezimovo Ústí               |
| 2008–09  | Vlašim                         | FC Písek                       |
| 2009–10  | FK Sezimovo Ústí               | TJ Sokol Ovčáry                |
| 2010–11  | FC Bohemians Prague            | FK Mladá Boleslav B            |
| 2011–12  | MFK Chrudim                    | FK Pardubice                   |
| 2012–13  | Loko Vltavín                   | FK Kolín                       |
| 2013–14  | FK Kolín                       | SK Viktorie Jirny              |
| 2014–15  | FK Bohemians Prague (Střížkov) | TJ Jiskra Domažlice            |
| 2015–16  | SK Viktorie Jirny              | SK Zápy                        |
| 2016–17  | SK Viktorie Jirny              | FC Olympia Hradec Králové      |
| 2017–18  | MFK Chrudim                    | Loko Vltavín                   |
| 2018–19  | FK Slavoj Vyšehrad             | SK Zápy                        |